# Monroe County (Florida)
 Der er flere lokaliteter med dette navn, se Monroe County.
Monroe County er et county beliggende i den sydligste del af den amerikanske delstat Florida. Hovedbyen i countiet er Key West. I 2010 havde countiet 70.090 indbyggere. Det blev grundlagt 3. juli 1823, og er opkaldt efter USAs 5. præsident James Monroe. 
Selvom 87% af Monroes areal ligger på fastlandet, bor 99% af befolkningen på Florida Keys. 

## Geografi
Ifølge United States Census Bureau er Monroes totale areal på 9.681 km², hvoraf de 7.133 km² er vand. 

### Grænsende counties
- Miami-Dade County – øst
- Collier County – nord